# Dagli occhi dell'amore
Dagli occhi dell'amore è un film italiano del 2019 diretto da Adelmo Togliani.